# Подольниха
Подольниха — деревня в городском округе Мытищи Московской области России. Население — 27 чел. (2010).

## География
Расположена на севере Московской области, в северной части Мытищинского района, примерно в 20 км к северу от центра города Мытищи и 19 км от Московской кольцевой автодороги, на берегу Пестовского водохранилища системы канала имени Москвы. В деревне 29 улиц, проспект и набережная. Ближайшие населённые пункты — деревни Румянцево, Фелисово, Юрьево и посёлок Николо-Прозорово.

## Население
| 1852 | 1859 | 1890 | 1899 | 1926 | 2002 | 2010 |
| ---- | ---- | ---- | ---- | ---- | ---- | ---- |
| 51   | ↗72  | ↗92  | ↗114 | ↗125 | ↘10  | ↗27  |

## История
В середине XIX века деревня относилась ко 2-му стану Московского уезда Московской губернии и принадлежала княжне Трубецкой, в деревне было 6 дворов, крестьян 27 душ мужского пола и 24 души женского.
В «Списке населённых мест» 1862 года — владельческая деревня Московского уезда по левую сторону Ольшанского тракта (между Ярославским шоссе и Дмитровским трактом), в 30 верстах от губернского города и 18 верстах от становой квартиры, при реке Чёрной, с 7 дворами и 72 жителями (34 мужчины, 38 женщин).
По данным на 1899 год — деревня Марфинской волости Московского уезда с 114 жителями.
В 1913 году — 21 двор.
По материалам Всесоюзной переписи населения 1926 года — деревня Румянцевского сельсовета Трудовой волости Московского уезда в 6,5 км от Марфинского шоссе и 10,5 км от станции Катуар Савёловской железной дороги, проживало 125 жителей (58 мужчин, 67 женщин), насчитывалось 26 хозяйств, из которых 25 крестьянских.
С 1929 года — населённый пункт в составе Коммунистического района Московского округа Московской области. Постановлением ЦИК и СНК от 23 июля 1930 года округа как административно-территориальные единицы были ликвидированы.
1929—1935 гг. — деревня Румянцевского сельсовета Коммунистического района.
1935—1939 гг. — деревня Румянцевского сельсовета Дмитровского района.
1939—1951 гг. — деревня Румянцевского сельсовета Краснополянского района.
1951—1954 гг. — деревня Черновского сельсовета Краснополянского района.
1954—1959 гг. — деревня Сухаревского сельсовета Краснополянского района.
1959—1960 гг. — деревня Сухаревского сельсовета Химкинского района.
1960—1963, 1965—1994 гг. — деревня Сухаревского сельсовета Мытищинского района.
1963—1965 гг. — деревня Сухаревского сельсовета Мытищинского укрупнённого сельского района.
1994—2006 гг. — деревня Сухаревского сельского округа Мытищинского района.
2006—2015 гг. — деревня сельского поселения Федоскинское Мытищинского района.